# يفتاح الجلعادي

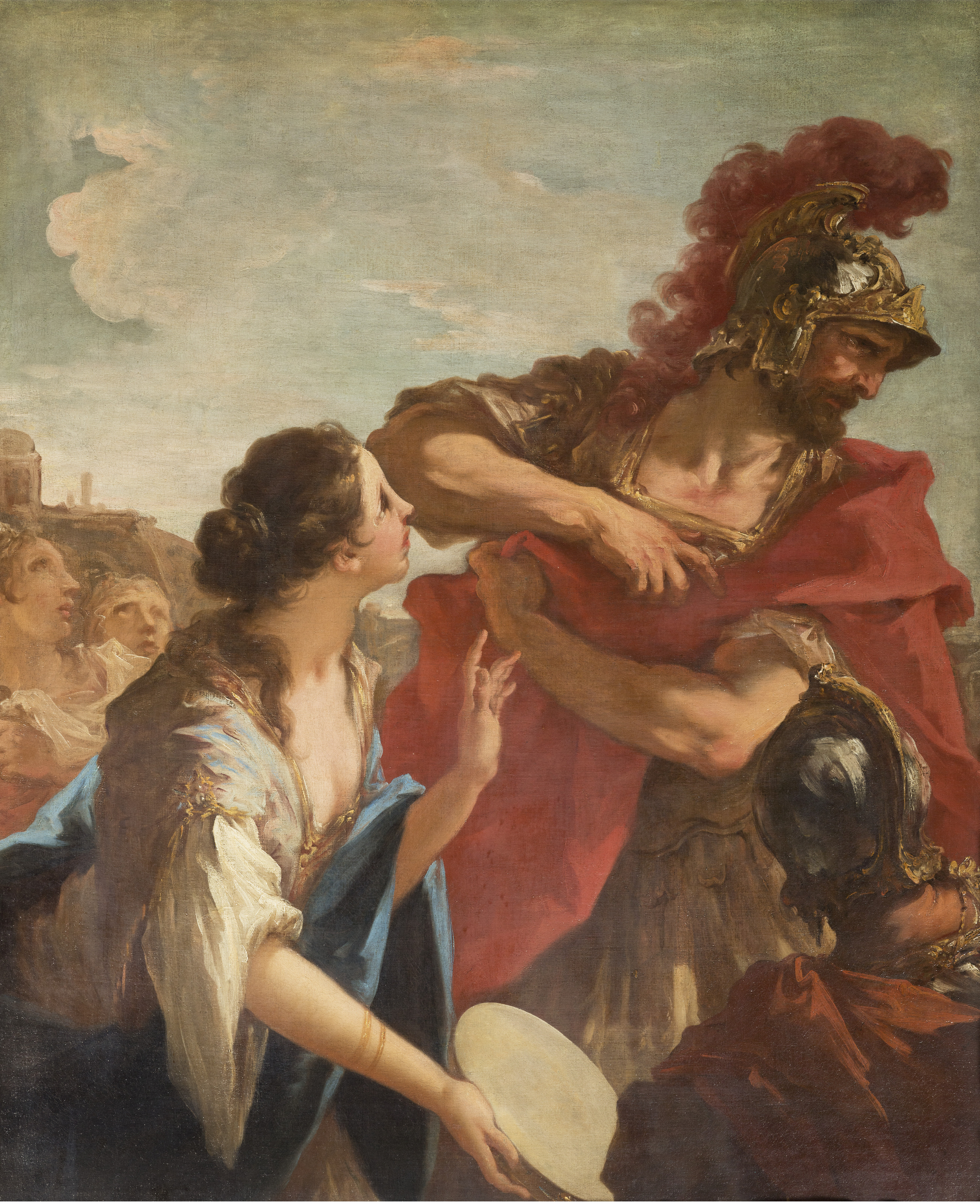
لوحة عودة يفتاح, مرسومة من قبل جيوفاني أنطونيو بيليغريني

يفتاح (بالعبرية: יפתח) هو إحدى الشخصيات التي ذكرت في سفر القضاة في الكتاب المقدس، كان واحد من قضاة إسرائيل في منطقة جلعاد والتي كانت تتواجد بها أسباط رأوبين و جاد ومنسى ويعتقد أن من سبط منسى، ذكر أنه ولد لإبن إمراة زانية فكان مقطوعاً في إسرائيل، وذكر أنه حارب العمونيين بعد أن هاجموا إحدى مناطق إسرائيل حيث كان هو وأصدقائه مفتولي العضلات لذلك إختاره شعبه ليكون قائداً فرفض ذلك في البداية بسبب سوء معاملتهم له ولكن قبل طلبهم في الأخير، وذكر أنه تمكن من هزيمة العمونيين وبعد أن هزمهم نذر كي يقوم بتضحية بشرية بعد أن هزمهم وذكر أنه سيقدم أول من يراه في بيته كذبيحه فرأى إبنته الوحيدة مع صديقاتها يحتفلن بنصره، قبلت ابنة يفتاح لكي تكون ذبيحة حيث كانت تلك الذبائح شائعة في وقته، بعد ذلك تخاصم مع سبط أفرايم بسبب محاربته لبني عمون من دون إذنهم فحاربهم هم أيضاً وهزمهم وحكم 6 سنين في جلعاد وقد مدحه كل من صموئيل كما مدحه كاتب سفر رسالة العبرانيين ووصفه بأنه رجل الإيمان.